# Фроловка (ружьё)
Фроловка — неофициальное название гладкоствольных охотничьих ружей, производившихся в СССР с 1920 года путём переделки из бракованных или изношенных винтовок Мосина образца 1891 года. Название происходит от фамилии конструктора Тульского оружейного завода Петра Николаевича Фролова, разработавшего конструкцию такого передельного ружья.
Впоследствии «фроловками» называли и ружья, переделанные из боевых винтовок других систем, в том числе появившиеся раньше — например, переделанные до Октябрьской революции из винтовки Бердана № 2.

## История
Практика переделки винтовок в гладкоствольное оружие не является исключительно российским явлением. Известны варианты переделок винтовок в гладкоствольное оружие, выполненные в Западной Европе.
В Российской империи инструментальной мастерской Тульского оружейного завода в 1886 году было разработано охотничье ружьё, переделываемое из снимаемых с вооружения винтовок Крнка. После перевооружения армии трёхлинейными винтовками Военный совет Российской империи в 1902 году принял решение передать Тульскому оружейному заводу 50 тысяч винтовок Бердана для переделки в гладкоствольные ружья. В том же 1902 году на заводе начала работу охотничья мастерская, которая выпускала передельные ружья Бердана в нескольких вариантах исполнения (с ореховой или берёзовой ложей, металлические части могли быть никелированы или украшены гравировкой). Кроме казённых оружейных заводов, ружья из винтовок Бердана изготавливались и на мелких полукустарных предприятиях в различных вариантах: под ружейные патроны 32-го, 28-го, 24-го или (реже) 20-го и 16-го калибра, с длиной патронника 70 мм, реже — 65 мм; в некоторых случаях ствол укорачивали с дульной части. Доработка затвора (с целью обеспечить надёжное извлечение стреляной гильзы изменённого калибра) производилась одним из трёх способов — «казённым методом», по методу оружиеведа В. Е. Маркевича и по методу оружейника Кареева. Эти ружья поступали в продажу под наименованием «ружьё патронное системы Бердана дробовое».
Поскольку в ходе Первой мировой войны возник дефицит винтовок для действующей армии, в 1915 году производство гладкоствольных ружей из винтовок Бердана было прекращено.
В 1918 году переделка винтовок Бердана и трёхлинейных винтовок в охотничьи ружья возобновилась, на оружейных заводах в Туле и Ижевске «фроловки» под патроны 16-го, 20-го, 24-го, 28-го и 32-го калибров изготавливали до 1941 года. В результате, в 1920-е годы удалось быстро снабдить охотников-промысловиков дешёвыми ружьями и утилизировать запасы старых винтовок. В общей сложности, известно 11 вариантов однозарядных, двухзарядных и трёхзарядных ружей Фролова (отличающиеся калибром патронов и длиной ствола — от 670 мм до 720 мм).
В Веймарской республике с 1919 года начали выпуск конверсионных гладкоствольных магазинных ружей на основе конструкции винтовок Mauser 98 под ружейные патроны 20-го, 16-го или (реже) 12-го калибра, однако стволы для них не рассверливались, а изготавливались заново. Некоторое количество таких ружей было ввезено в довоенный СССР и продано через сеть магазинов «Торгсин».
После окончания Великой Отечественной войны в 1945—1948 гг. на Тульском оружейном заводе выпускалось магазинное ружьё Р-32, представлявшее собой переделку армейской трёхлинейной винтовки образца 1891/30 гг. под ружейный патрон 32-го калибра с металлической гильзой (в отличие от довоенных «фроловок», Р-32 имело отогнутую вниз рукоять затвора — как на снайперской винтовке образца 1931 года).
Помимо трехлинейных винтовок, в гладкоствольные ружья переделывали армейские винтовки иностранного производства — немецкие «Маузер», австрийские «Манлихер», американские «Винчестер», японские «Арисака» и др.. К концу 1980-х годов «фроловки» уже в основном вышли из употребления, но некоторое количество таких ружей ещё оставалось у охотников.
В 2013 году на оружейной выставке «Оружие и охота 2013» представлен гладкоствольный магазинный карабин «Муфлон-410» под ружейный патрон .410х76 мм, изготовленный из винтовки Мосина на Вятско-Полянском заводе «Молот» по заказу компании АКБС (с целью сертификации в качестве гражданского спортивно-охотничьего оружия).

## Описание
Переделка винтовки Мосина образца 1891 года заключалась в рассверловке канала ствола и патронника до 32-го или, реже, 28-го калибра, доработке ствольной коробки и личинки затвора под охотничий патрон, замене прицельных приспособлений. В части ружей 32-го калибра сохраняли магазин, но чаще всего после переделки ружья становились однозарядными — такой вариант переделки был проще и дешевле. Иногда также укорачивали цевьё или изготавливали ложу заново.

## Эксплуатация и боевое применение
- СССР — использовались в сторожевой охране, в период Великой Отечественной войны некоторое количество было передано ВОХР (так как использовавшиеся до начала войны трёхлинейные винтовки были переданы в учебные части, создаваемые подразделения РККА и дивизии народного ополчения)[12][13]